# Ulrichsberg (Grafling)

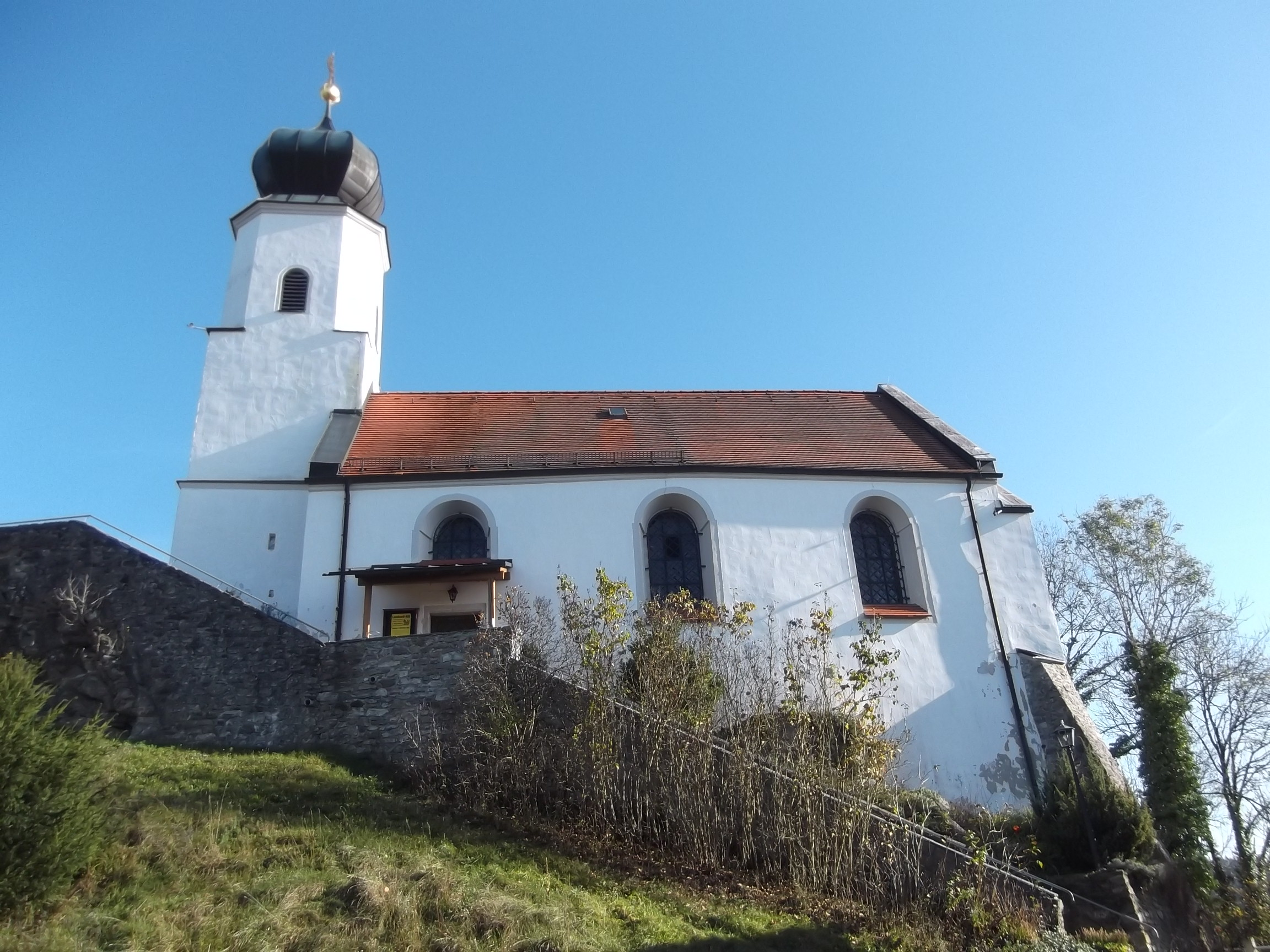
Kapelle St. Ulrich

Ulrichsberg ist ein Gemeindeteil der Gemeinde Grafling im Landkreis Deggendorf in Niederbayern. 

## Lage
Er liegt am 636 m hohen gleichnamigen Berg an der Kreisstraße DEG 19 und hatte einen Bahnhof an der Bahnstrecke Landshut–Bayerisch Eisenstein. Nördlich grenzt Arzting, östlich Hochoberndorf, südlich Deggendorf und westlich Alberting an.
Neben einem mittlerweile zum Wohnhaus umgebauten Berggasthof und einem geschlossenen Jugendhaus befindet sich dort die für den Weiler namensgebende Wallfahrtskirche St. Ulrich, eine ehemalige Schlosskapelle. Die vormals gotische Kirche stammt aus dem 15. Jahrhundert und wurde 1751 barockisiert, das Deckengemälde wurde 1754 geschaffen. Der Namenspatron der Kirche ist der Bischof Ulrich von Augsburg, der über die Grafen von Dillingen mit dem schwäbischen Adelsgeschlecht der Goshammer verwandt war. Aus dem Geschlecht der Goshammer stammten die Herren von Deggendorf, die ursprünglichen Erbauer von Burg und Kapelle. Am Nord- und Osthang des Berges sind Mauerreste dieser ehemaligen mittelalterlichen Burg Ulrichsberg erhalten geblieben.